# Liste der Monuments historiques in Le Plessis-Gassot
Die Liste der Monuments historiques in Le Plessis-Gassot führt die Monuments historiques in der französischen Gemeinde Le Plessis-Gassot auf.

## Liste der Bauwerke
| Bezeichnung                       | Beschreibung                  | Standort | Kennzeichnung | Schutzstatus | Datum | Bild           |
| --------------------------------- | ----------------------------- | -------- | ------------- | ------------ | ----- | -------------- |
| Kirche Notre-Dame-de-l’Assomption | Erbaut im 16./17. Jahrhundert | (Lage)   | PA00080162    | Classé       | 1930  | weitere Bilder |

## Liste der Objekte

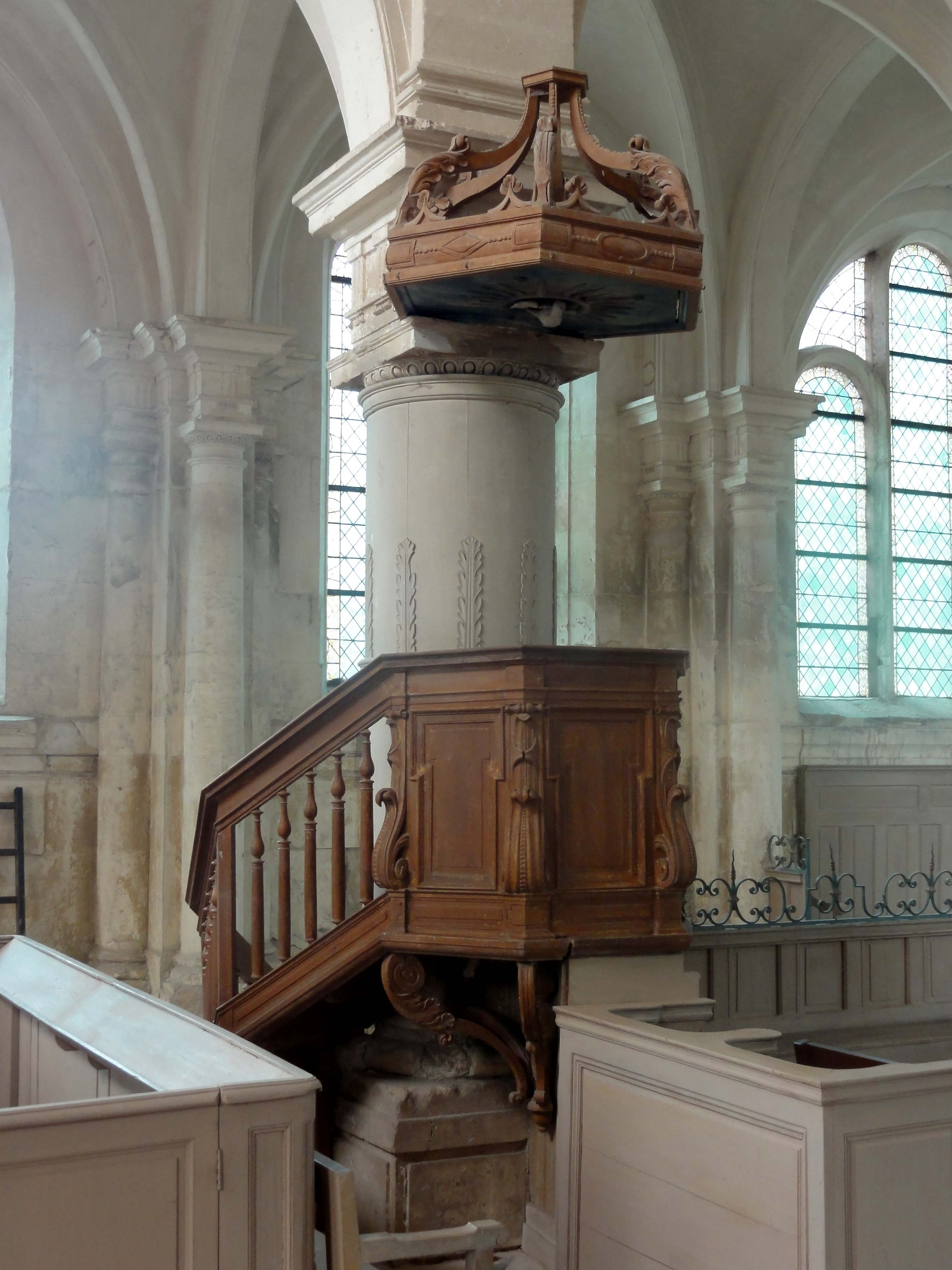
Kanzel (17. Jahrhundert) in der Kirche Notre-Dame-de-l’Assomption

- Monuments historiques (Objekte) in Le Plessis-Gassot in der Base Palissy des französischen Kultusministeriums